# Кастлер, Альфред
Альфре́д Кастле́р (фр. Alfred Kastler; 3 мая 1902, Гебвиллер, Германская империя — 7 января 1984, Бандоль, Франция) — французский физик, лауреат Нобелевской премии по физике в 1966 году «за открытие и разработку оптических методов исследования резонансов Герца в атомах».

## Биография
Кастлер посещал лицей Бартольди в г. Кольмар в Эльзасе. В 1921 году поступает в Высшую нормальную школу в Париже. По окончании, в 1926 году преподаёт физику в лицее Мюлуза, затем в университете Бордо, где до 1941 года является профессором. По просьбе Жоржа Брюа возвращается в Высшую нормальную школу, где в 1952 году получает кафедру.
Совместно в Жаном Бросселем, Кастлер проводил исследования в области квантовой механики, взаимодействия излучения и атомов, спектроскопии. Открыл эффект оптической ориентации атомов. Работая над комбинацией оптического резонанса и магнитного резонанса, применил метод «оптической накачки». Своими работами завершил теорию лазеров и мазеров.
В 1966 году получил Нобелевскую премию по физике.
Являлся председателем правления Института теоретической и прикладной оптики.

## Лаборатория Кастлера-Бросселя
Почти всю свою исследовательскую карьеру Кастлер провёл в École Normale Supérieure в Париже, где он, совместно со студентом Жаном Бросселем, основал после войны небольшую исследовательскую группу по спектроскопии.
В последующие сорок лет эта группа подготовила много молодых физиков и оказала значительное влияние на развитие атомной физики во Франции. В 1994 году лаборатория Laboratoire de Spectroscopie hertzienne была переименована в Лабораторию Кастлера-Бросселя.

## Награды и признание
- 1946 — Prix Félix-Robin[фр.]
- 1954 — Премия Хольвека
- 1964 — Золотая медаль Национального центра научных исследований
- 1966 — Нобелевская премия по физике
- 1969 — Большая золотая медаль SEP
- 1979 — Медаль Вильгельма Экснера

В его честь названа Премия Гентнера–Кастлера.